# Aiouea benthamiana
Aiouea benthamiana är en lagerväxtart som beskrevs av Carl Christian Mez. Aiouea benthamiana ingår i släktet Aiouea och familjen lagerväxter. Inga underarter finns listade i Catalogue of Life.